# Sentinel node skintigrafi
Sentinel node skintigrafi anvendes til at kortlægge lymfeafløbet fra en svulst eller et operationsområde, hvor der har været en svulst. Ved at indsprøjte et radioaktivt mærket sporstof i eller omkring svulsten, i huden over svulsten eller i et område, hvor der har været en svulst kan man med et gammakamera påvise hvilke lymfeknuder, der modtager afløb fra svulsten.
Metoden bruges til at planlægge operationer, hvor fjernelse af lymfeknuder, som modtager afløb fra en svulst, skal fjernes. Teknikken anvendes især ved modermærkekræft og brystkræft, men kan også anvendes ved f.eks. kræft i penis og livmoderhals.